# Freaky Friday (2018)
Freaky Friday (prt: Freaky Friday; bra: Sexta-Feira Muito Louca) é um filme original do Disney Channel, protagonizado por Cozi Zuehlsdorff e Heidi Blickenstaff. O filme estreou a 10 de agosto de 2018. nos Estados Unidos. Em Portugal o filme estreou a 26 de outubro de 2018. No Brasil o filme estreou a 14 de setembro de 2018.

## Sinopse
Katherine Blake é uma mãe ocupada, perfecionista, independente e que se esforça para ter um bom relacionamento com a sua filha adolescente. Ao mesmo tempo, é encurralada no meio de intermináveis brigas entre Ellie e seu irmão mais novo, Fletcher, Katherine e tenta planear meticulosamente cada detalhe do seu casamento com o seu noivo Mike. Enquanto isso, a sua filha de 16 anos, Ellie, está a tentar afirmar a sua independência, quando percebe que a mãe deseja que ela seja perfeita, nada do que ela quer ser. Ellie também está a passar por um conflito interior para aceitar a morte do seu pai há cinco anos e o fato da mãe estar agora prestes a casar-se novamente, o que resulta em péssimas notas na escola. A confusão instaura-se quando mãe e filha trocam de corpo no meio de uma discussão, ao partir a ampulheta mágica, um presente dado pelo pai à Ellie.

## Elenco
| Ator/Atriz              | Personagem                  |
| ----------------------- | --------------------------- |
| Heidi Blickenstaff      | Katherine                   |
| Cozi Zuehlsdorff        | Ellie                       |
| Ricky He                | Adam                        |
| Alex Désert             | Mike                        |
| Jason Maybaum           | Fletcher                    |
| Kahyun Kim              | Torrey Min                  |
| Dara Renee              | Savannah                    |
| Jennifer LaPorte        | Monica                      |
| Isaiah Lehtinen         | Karl Carlson                |
| Sarah Willey            | Kitty                       |
| Rukiya Bernard          | Danielle                    |
| Joshua Pak              | Luis                        |
| Lauren McGibbon         | Sra. Meyers                 |
| Dave Hurtubise          | Sr. Blumen                  |
| Gary Jones              | Diretor Ehrin               |
| Paula Burrows           | Sra. Luckenbill             |
| Jag Arneja              | Señor O'Brien               |
| Julius Fair             | Fletcher's Pal #1           |
| Tristan Lawrie          | Fletcher's Pal #2           |
| Gaalen Engen            | Ministro                    |
| Colby Wilson            | Policial Kowalski           |
| Jocelyne Loewen         | Sra. Tempo                  |
| Georgia Klebe-McCulloch | Wobbly Hunter #1            |
| Pendo Muema             | Wobbly Hunter #2            |
| Kris Neufeld            | Cake Pusher                 |
| Brody Romhanyi          | Goth Student                |
| Veronica Cormier        | Waving Student              |
| John Mee                | Dono do Parque de Diversões |